# Boundary Street
Boundary street (Hraniční ulice) je tříproudá jednosměrná ulice na poloostrově Kau-lung v Hongkongu. Směřuje východním směrem od jejího začátku na křižovatce s ulicí Tung Chau na západě a končí na křižovatce s ulicí Prince Edwarda na východě, poblíž bývalého letiště Kai Tak.

## Historie
Ulice dříve označovala hranici mezi jižní částí Kau-lungu, jež patřil Velké Británii (byl součástí tehdejší kolonie) a částí která do roku 1898 patřila Číně. Poté byl zbytek Kau-lungu pronajat jako součást Nových teritorií Spojenému království na 99 let v rámci Druhé smluvy z Pekingu.
Hranice byla zdůrazněna dlouhou řadou vysokých bambusových plotů, které v té době účinně blokovaly pašování mezi čínským Kau-lungem a britským Kau-lungem. Když se nová území připojila ke kolonii, bariéra ztratila význam a byla stržena.
Ačkoli ulice označuje historickou hranici, silnice vznikla až v roce 1934, více než 30 let po pronájmu území za hranicí. Silnice byla postavena za účelem urychlení rozvoje oblasti.